# Therion/Diskografie
Diese Diskografie ist eine Übersicht über die musikalischen Werke der schwedischen Death-/Symphonic-Metal-Band Therion.

## Alben

### Studioalben
| Jahr | Titel Musiklabel                                    | Höchstplatzierung, Gesamtwochen, AuszeichnungChartplatzierungen (Jahr, Titel, Musiklabel, Platzierungen, Wochen, Auszeichnungen, Anmerkungen) | Höchstplatzierung, Gesamtwochen, AuszeichnungChartplatzierungen (Jahr, Titel, Musiklabel, Platzierungen, Wochen, Auszeichnungen, Anmerkungen) | Höchstplatzierung, Gesamtwochen, AuszeichnungChartplatzierungen (Jahr, Titel, Musiklabel, Platzierungen, Wochen, Auszeichnungen, Anmerkungen) | Höchstplatzierung, Gesamtwochen, AuszeichnungChartplatzierungen (Jahr, Titel, Musiklabel, Platzierungen, Wochen, Auszeichnungen, Anmerkungen) | Anmerkungen                              |
| Jahr | Titel Musiklabel                                    | DE | AT | CH | SE | Anmerkungen                              |
| ---- | --------------------------------------------------- | --- | --- | --- | --- | ---------------------------------------- |
| 1991 | Of Darkness … Deaf Records                          | — | — | — | — | Erstveröffentlichung: Februar 1991       |
| 1992 | Beyond Sanctorum Active Records                     | — | — | — | — | Erstveröffentlichung: Januar 1992        |
| 1993 | Symphony Masses – Ho Drakon Ho Megas Megarock       | — | — | — | — | Erstveröffentlichung: April 1993         |
| 1995 | Lepaca Kliffoth Nuclear Blast                       | — | — | — | — | Erstveröffentlichung: 4. April 1995      |
| 1996 | Theli Nuclear Blast                                 | — | — | — | — | Erstveröffentlichung: 9. August 1996     |
| 1997 | A’arab Zaraq Lucid Dreaming Nuclear Blast           | DE98 (1 Wo.)DE | — | — | — | Erstveröffentlichung: 16. Mai 1997       |
| 1998 | Vovin Nuclear Blast                                 | DE46 (4 Wo.)DE | AT48 (2 Wo.)AT | — | — | Erstveröffentlichung: 4. Mai 1998        |
| 1999 | Crowning of Atlantis Nuclear Blast                  | DE87 (1 Wo.)DE | — | — | — | Erstveröffentlichung: 7. Juni 1999       |
| 2000 | Deggial Nuclear Blast                               | DE43 (2 Wo.)DE | — | — | — | Erstveröffentlichung: 31. Januar 2000    |
| 2001 | Secret of the Runes Nuclear Blast                   | DE74 (1 Wo.)DE | — | — | — | Erstveröffentlichung: 8. Oktober 2001    |
| 2004 | Lemuria/Sirius B Nuclear Blast                      | DE63 (1 Wo.)DE | — | — | — | Erstveröffentlichung: 24. Mai 2004       |
| 2007 | Gothic Kabbalah Nuclear Blast                       | DE59 (2 Wo.)DE | — | CH73 (2 Wo.)CH | SE26 (2 Wo.)SE | Erstveröffentlichung: 12. Januar 2007    |
| 2010 | Sitra Ahra Nuclear Blast                            | DE73 (1 Wo.)DE | AT75 (1 Wo.)AT | — | — | Erstveröffentlichung: 17. September 2010 |
| 2012 | Les Fleurs du Mal Adulruna (Eigenverlag)            | — | — | — | — | Erstveröffentlichung: 28. September 2012 |
| 2018 | Beloved Antichrist Nuclear Blast                    | DE25 (2 Wo.)DE | AT46 (1 Wo.)AT | CH18 (2 Wo.)CH | — | Erstveröffentlichung: 9. Februar 2018    |
| 2021 | Leviathan Nuclear Blast                             | DE11 (2 Wo.)DE | AT45 (1 Wo.)AT | CH12 (2 Wo.)CH | — | Erstveröffentlichung: 22. Januar 2021    |
| 2022 | Leviathan II Nuclear Blast                          | — | — | CH45 (1 Wo.)CH | — | Erstveröffentlichung: 28. Oktober 2022   |
| 2023 | Leviathan III Nuclear Blast                         | — | — | — | — | Erstveröffentlichung: 15. Dezember 2023  |
| 2025 | Beyond the Darkest Veil of Time Hammerheart Records | — | — | — | — | Erstveröffentlichung: 11. April 2025     |

### Livealben
| Jahr | Titel Musiklabel          | Höchstplatzierung, Gesamtwochen, AuszeichnungChartplatzierungen (Jahr, Titel, Musiklabel, Platzierungen, Wochen, Auszeichnungen, Anmerkungen) | Höchstplatzierung, Gesamtwochen, AuszeichnungChartplatzierungen (Jahr, Titel, Musiklabel, Platzierungen, Wochen, Auszeichnungen, Anmerkungen) | Höchstplatzierung, Gesamtwochen, AuszeichnungChartplatzierungen (Jahr, Titel, Musiklabel, Platzierungen, Wochen, Auszeichnungen, Anmerkungen) | Höchstplatzierung, Gesamtwochen, AuszeichnungChartplatzierungen (Jahr, Titel, Musiklabel, Platzierungen, Wochen, Auszeichnungen, Anmerkungen) | Anmerkungen                         |
| Jahr | Titel Musiklabel          | DE | CH | AT | SE | Anmerkungen                         |
| ---- | ------------------------- | --- | --- | --- | --- | ----------------------------------- |
| 2008 | Live Gothic Nuclear Blast | DE99 (1 Wo.)DE | — | — | — | Erstveröffentlichung: 25. Juli 2008 |

Weitere Livealben
- 2002: Live in Midgård
- 2009: The Miskolc Experience

### Kompilationen
| Jahr | Titel Musiklabel                            | Höchstplatzierung, Gesamtwochen, AuszeichnungChartplatzierungen (Jahr, Titel, Musiklabel, Platzierungen, Wochen, Auszeichnungen, Anmerkungen) | Höchstplatzierung, Gesamtwochen, AuszeichnungChartplatzierungen (Jahr, Titel, Musiklabel, Platzierungen, Wochen, Auszeichnungen, Anmerkungen) | Höchstplatzierung, Gesamtwochen, AuszeichnungChartplatzierungen (Jahr, Titel, Musiklabel, Platzierungen, Wochen, Auszeichnungen, Anmerkungen) | Höchstplatzierung, Gesamtwochen, AuszeichnungChartplatzierungen (Jahr, Titel, Musiklabel, Platzierungen, Wochen, Auszeichnungen, Anmerkungen) | Anmerkungen                |
| Jahr | Titel Musiklabel                            | DE | CH | AT | SE | Anmerkungen                |
| ---- | ------------------------------------------- | --- | --- | --- | --- | -------------------------- |
| 1997 | A’arab Zaraq – Lucid Dreaming Nuclear Blast | DE98 (1 Wo.)DE | — | — | — | Erstveröffentlichung: 1997 |

Weitere Kompilationen
- 2001: Bells of Doom (Fanclub-CD)
- 2005: Atlantis Lucid Dreaming
- 2020: Cover Songs 1993-2007

### EPs
- 1999: Crowning of Atlantis

### Demos
- 1989: Paroxysmal Holocaust
- 1989: Beyond the Darkest Veils of Inner Wickedness
- 1991: Time Shall Tell

## Singles
- 1995: Beauty in Black
- 1996: Siren of the Woods
- 1998: Eye of Shiva
- 2013: Les Sucettes
- 2020: Leviathan
- 2020: Die Wellen der Zeit

## Videoalben und Musikvideos

### Videoalben
- 2006: Celebrators of Becoming
- 2008: Live Gothic
- 2009: The Miskolc Experience
- 2014: Adulruna Rediviva and Beyond

### Musikvideos
- 1992: Pandemonic Outbreak
- 1993: A Black Rose
- 1995: The Beauty in Black
- 1996: To Mega Therion
- 2001: Summer Night City
- 2007: Son of the Staves of Time
- 2010: Sitra Ahra
- 2011: Kali Yuga III
- 2012: J’ai le mal de toi
- 2012: Poupée de cire, poupée de son
- 2012: Je n’ai besoin que de tendresse
- 2013: Adulruna Rediviva
- 2013: Mon amour mon ami
- 2015: Initials BB
- 2018: Theme of Antichrist

## Boxsets
- 2000: The Early Chapters of Revelation

## Sonderveröffentlichungen
Samplerbeiträge
- 1994: Witching Hour auf Promoters of the Third World War – A Tribute to Venom
- 1999: The King auf A Tribute to Accept
- 2001: Summer Night City auf Metal Tribute to ABBA
- 2002: Green Manalishi auf A Tribute to the Priest

## Statistik

### Chartauswertung
|                     | DE     | AT    | CH    | SE    |
| ------------------- | ------ | ----- | ----- | ----- |
| Nummer-eins-Alben   | DE—DE  | AT—AT | CH—CH | SE—SE |
| Top-10-Alben        | DE—DE  | AT—AT | CH—CH | SE—SE |
| Alben in den Charts | DE11DE | AT4AT | CH4CH | SE1SE |